# 8"/45 морско оръдие Бринк
8"/45 морско оръдие e 203,2 mm оръдие, разработено от Антон Францевич Бринк и произвеждано от Обуховския завод в Санкт Петербург.
Прието е на въоръжение от руския императорски флот през 1892 г. С тези оръдия са въоръжени броненосните крайцери „Россия“, „Громобой“, „Баян“, „Баян II“, „Адмирал Макаров“ и „Палада“, а също така и канонерската лодка „Храбри“. Освен това тези оръдия се използвали и като артилерия на бреговата отбрана.
Оръдията са били на въоръжение през Руско-японската война и Първата световна война.